# مازور جبار
مَازُور جبَّار أو قُقْبُور جبَّار أو قُقْبُورة جبارة أو الكوكابورة الضاحكة (الاسم العلمي: Dacelo novaeguineae) هو نوع من الطيور يتبع جنس المازور ضمن فصيلة رفراف النهر، يطول نحو 46 سم ويستوطن الغابات المفتوحة في شرق أستراليا. قال فيه الجاحظ: طائر مبارك يتيامن به أصحاب السفن.

## الوصف
طوله يراوح من 47 إلى 50 سم. بسطته نحو 65 سم. ثوبه عابق اللون. رأسه مستطيل الريش المدبب الأسمر. محسره مستعرض الخط الأسود. ظهره إلى السمرة. بطنه إلى الصهبة يعلوها مواج أسود. جناحاه إلى الزرقة العابقة. قوادمه إلى السواد اللامع. ذبنه إلى الجؤوة المجذعة بالأسود. أما طرف الريش فأبيض. يألف الشطوط ومجاري الماء والأدغال، قوته السمك والعظاء والوزغ والفأر والحشرات والحيات.

## التكاثر
أنثاه تضع من ثلاث إلى أربع بيضات تحضنها وحدها نحو ثلاثة أسابيع.